# Haematopota tessellata
Haematopota tessellata är en tvåvingeart som beskrevs av Ricardo 1906. Haematopota tessellata ingår i släktet Haematopota och familjen bromsar.
Artens utbredningsområde är Sri Lanka. Inga underarter finns listade i Catalogue of Life.